# أخذ بيلهام واحد اثنان ثلاثة (فلم 1974)
أخذ بيلهام واحد اثنان ثلاثة (بالإنجليزية: The Taking of Pelham One Two Three) هو فيلم جريمة ودراما وإثارة تم إنتاجه في الولايات المتحدة وصدر سنة 1974 بطولة والتر ماثو وروبرت شو ومارتن بلسم.

## القصة
في نيويورك، يختطف رجال مسلحون قطار المترو ويطالبون بفدية لإطلاق سراح الركاب. لكن حتى لو تم الدفع، كيف يمكن أن يفلتوا؟.

## الميزانية والإيرادات
كلف الفيلم 3.8 مليون دولار وحقق أرباح تقدر بـ 18.7 مليون دولار.

## روابط خارجية
- مقالات تستعمل روابط فنية بلا صلة مع ويكي بيانات